# Rychnov nad Kněžnou
Rychnov nad Kněžnou (in tedesco Reichenau an der Knieschna) è una città della Repubblica Ceca, capoluogo del distretto omonimo, nella regione di Hradec Králové.

## Monumenti e luoghi d'interesse

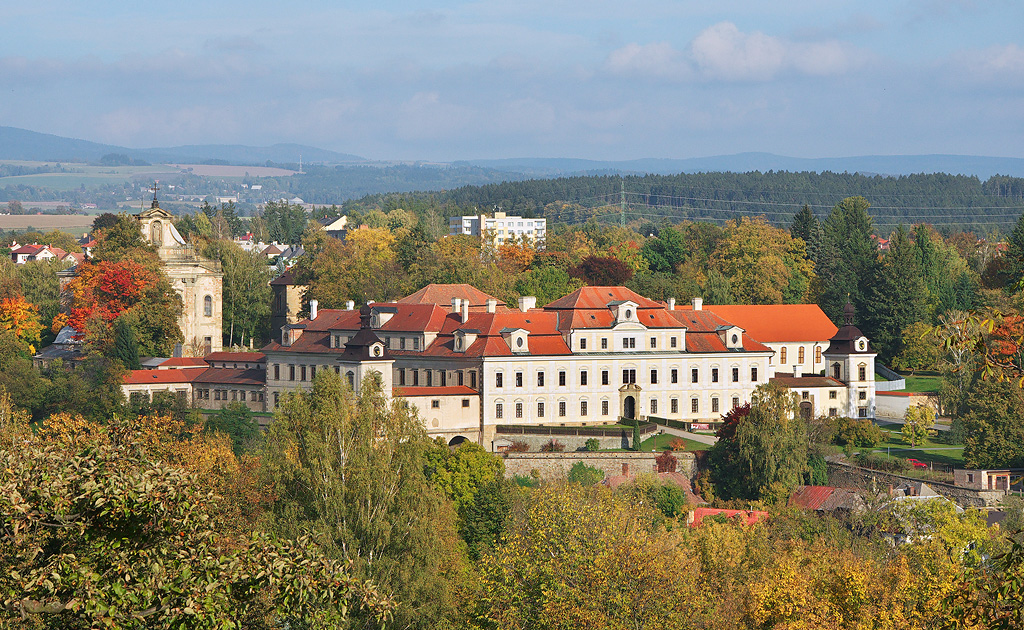
Castello di Rychnov

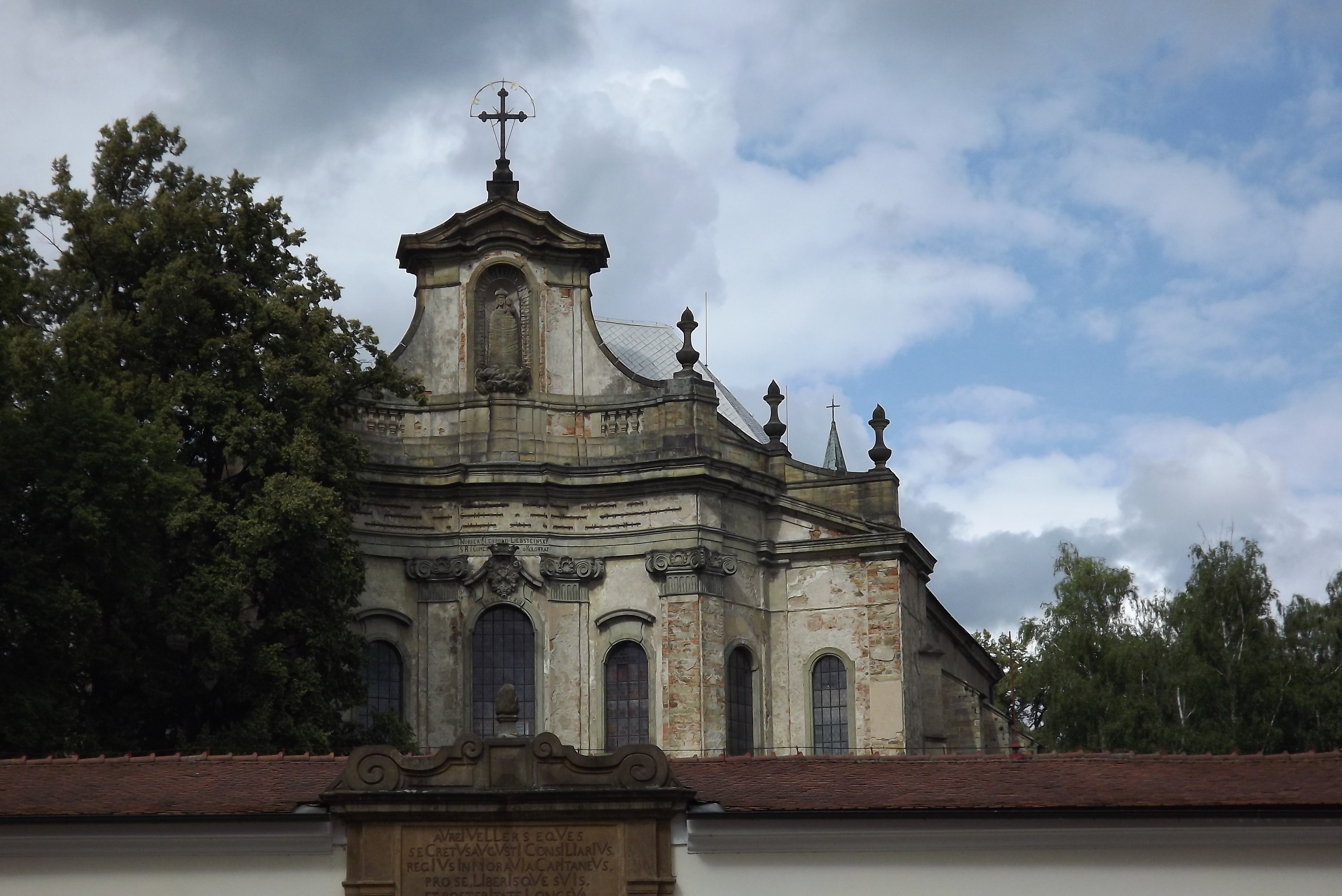
Facciata della chiesa del castello

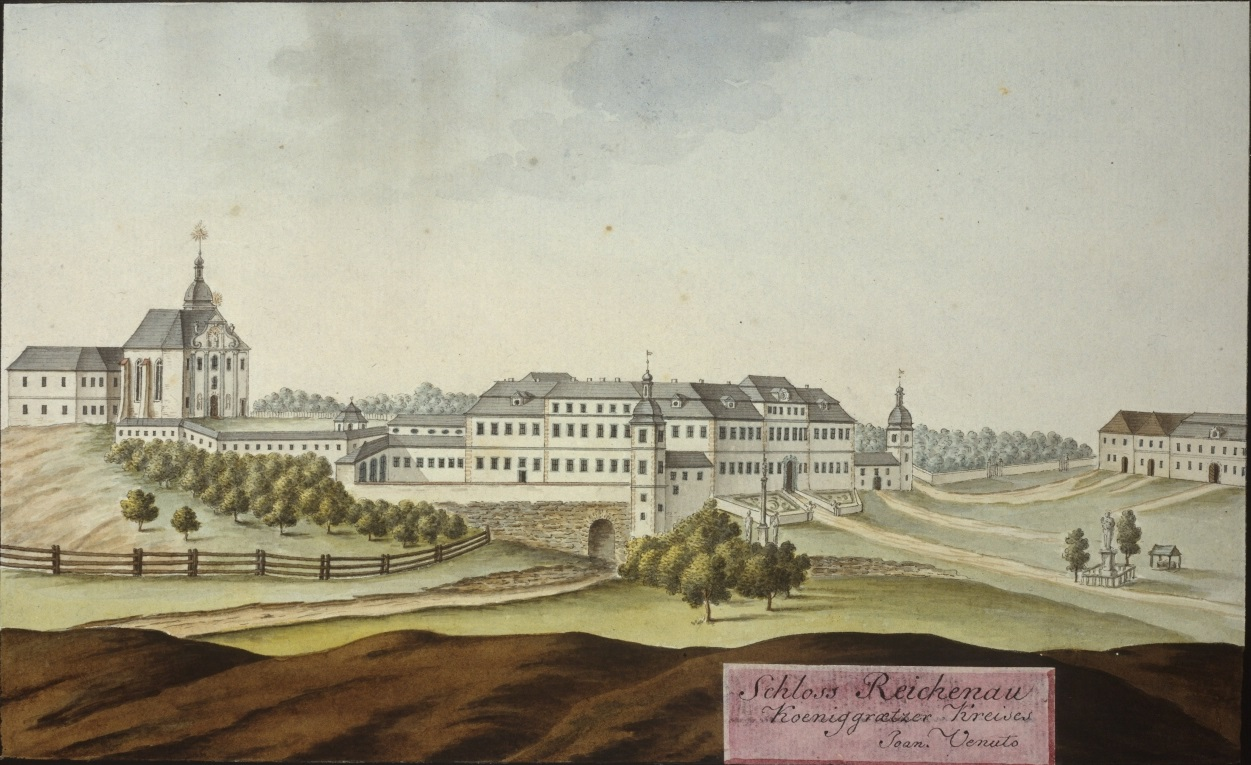
Il castello in un acquerello del canonico e vedutista moravo Jan Antonín Venuto

- Castello di Rychnov nad Kněžnou. Fin dai tempi della guerra dei trent'anni il castello appartiene alla nobile famiglia boema dei Kolowrat. L'edificio barocco venne costruito negli anni 1676-1690 e nel corso del XVIII secolo fu restaurato e ampliato con la partecipazione dell'architetto Jan Blažej Santini-Aichel. Gli interni storici custodiscono una importante collezione di quadri della famiglia Kolowrat e un museo dedicato alla vicina catena montuosa degli Orlické hory.